# Jerzy Dudek
Jerzy Henryk Dudek (Rybnik, 1973. március 23.) 60-szoros lengyel válogatott labdarúgó.
Profi labdarúgó karrierjét a lengyel Concordia Knurów-ban kezdte 1991-ben. 1995-től 1996-ig a szintén lengyel Sokół Tychy szolgálatában állt, ezután igazolt a holland Feyenoordhoz. 2001-ben került az angol Liverpoolhoz, akivel 2005-ben UEFA- bajnokok ligáját nyert. 6 év után hagyta ott a liverpooli csapatot a Real Madrid CF kedvéért, majd pályafutását a Királyi Gárdánál fejezte be. 
A veterán kapus 1998-tól 2006-ig volt lengyel válogatott, 2002-ben szerepelt a világbajnokságon is.

## Sikerei, díjai
Feyenoord
- - Eredivisie: 1998-99
  - Johan Cruijjf Shield: 1999

Liverpool FC
- - UEFA-bajnokok ligája: 2004-05
  - UEFA-szuperkupa: 2005
  - FA kupa: 2005-06
  - Capital One Cup: 2002-03
  - Community Shield: 2006

Real Madrid
- - La Liga: 2007-08
  - Copa del Rey: 2010-11
  - Spanyol labdarúgó-szuperkupa: 2008

## Külső hivatkozások
- Jerzy Dudek (lengyelül) (90minut.pl)
- Hivatalos oldala (angolul)
- Hivatalos oldala (lengyelül)